# Гришкино (Старицкий район)
Гришкино — деревня, расположена в Старицком районе Тверской области на берегу реки Большая Коша. С 1930 по 1960 годы село находилось в составе Луковниковского района.
В деревне до 1992 года находился колхоз Гришкинский, который прекратил свою деятельность с 1995 года, после чего деревня стала практически нежилой. С 2007 года в деревне начало работу крестьянское хозяйство Гришкино, занимающееся мясным животноводством и сельским туризмом.

## Ближайшие населённые пункты
- Орешки